# Quercus castaneifolia
Quercus castaneifolia és una espècie de roure caducifoli que pertany a la família de les fagàcies i està classificat dins de la secció Cerris.

## Distribució
Quercus castaneifolia creix a l'Iran, la part sud del Caucas, sud-oest de la mar Càspia i les muntanyes d'Algèria.

## Descripció
Quercus castaneifolia arriba als 30 m d'alçada, capçada àmpliament cònica, extremitats rectes, corpulentes i una mica inflades a prop del tronc. Les fulles fan 8-20 x 5–9 cm, variable en grandària, caducifòlies, oblongues, el·líptiques, àpex acuminat, base de cordada o cuneada, de color verd fosc brillant, glabres per sobre, habitualment pubescents, convertint en glabres per sota; nervi central groc, 9-14 parells de nervis laterals, acabant en forma triangular, dents romes, mucronat; pecíol verd clar, pubescent, de 2–4 cm de llarg. Les glans són ovoides o el·lipsoides, de 2 cm de longitud; cúpula semiesfèrica amb escates allargades i recorbades, cobrint 1/2 de la cúpula. La primera escorça negra i llisa, gris ataronjat arribant a ser amb solcs quan és gran, branquetes de color marró fosc amb blanques lenticel·les; les gemmes terminals d'1 cm de llarg, laterals 0,5 cm.

## Hàbitat
Quercus castaneifolia és de molt ràpid creixement i en la seva àrea autòctona de distribució, creix en vessants de muntanya de fins a 2.000 metres, especialment orientades cap al sud i en sòls sorrencs fèrtils. En altituds més baixes els arbres formen boscos, a més altura apareixen com a exemplars dispersos.

## Sinonímia
- Quercus aegilops var. castaneifolia
- Quercus aitchisoniana A.Camus
- Quercus castaneifolia subsp. aitchisoniana
- Quercus castaneifolia subsp. eucastaneifolia
- Quercus castaneifolia var. glabriuscula
- Quercus castaneifolia subsp. incurvata
- Quercus castaneifolia var. obtusiloba
- Quercus castaneifolia subsp. subrotundata
- Quercus castaneifolia subsp. triangularis
- Quercus castaneifolia var. typica
- Quercus castaneifolia subsp. undulata
- Quercus sintenisiana O.Schwarz